# Gąska biaława

Zasięg występowania

Gąska biaława (Tricholoma album (Schaeff.) P. Kumm.) – gatunek grzybów należący do rodziny gąskowatych (Tricholomataceae),

## Systematyka i nazewnictwo
Pozycja w klasyfikacji według Index Fungorum: Psathyrella, Psathyrellaceae, Agaricales, Agaricomycetidae, Agaricomycetes, Agaricomycotina, Basidiomycota, Fungi.
Po raz pierwszy takson ten zdiagnozował w 1774 r. Jacob Christian Schäffer nadając mu nazwę Agaricus albus. Obecną, uznaną przez Index Fungorum nazwę nadał mu w 1871 r. Paul Kummer, przenosząc go do rodzaju Tricholoma. Niektóre synonimy naukowe:

- Agaricus albus Schaeff. 1774
- Gyrophila alba (Schaeff.) Quél. 1886
- Tricholoma album (Schaeff.) P. Kumm. 1871, f. album
- Tricholoma raphanicum P. Karst. 1883

Nazwę polską zaproponował Władysław Wojewoda w 2003 r. W polskim piśmiennictwie mykologicznym ma też nazwę bedłka biała.

## Morfologia
Kapelusz
Średnicy od 3–6 cm, początkowo dzwonkowaty, później płasko wypukły, z tępym szerokim garbkiem, brzeg często pofalowany i krótko podgięty, mięsisty, kruchy. Skórka gładka, sucha, promieniście włóknista, biaława, kremowobiaława, na wierzchołku bladoochrowa
Blaszki
Grube, wybrzuszone, o szerokości 4–11 mm, przy trzonie wycięte. Są rzadkie. Liczba kompletnych blaszek wynosi 30-60, pomiędzy nimi są międzyblaszki w liczbie 1–3 między dwoma kompletnymi blaszkami. Barwa od białej do białożółtawej.
Trzon
Wysokość od 5 do 12 cm, grubość 1–2 cm. Jest cylindryczny, niekiedy maczugowato rozszerzony, przy podstawie zwężony, pełny, twardy. Skórka biaława, czasami z ochrowymi plamami, bywa głęboko wrośnięty w podłoże.
Miąższ
Twardy i suchy, białawy. Zapach mączno-ziemisty, niekiedy nawet nieprzyjemny (jak DDT). Smak cierpkawy, później paląco-gorzkawy.
Cechy mikroskopowe
Wysyp zarodników biały. Zarodniki szeroko elipsoidalne, gładkie, o rozmiarach 5–6,5 × 3,5–4,5 μm, z wyraźną wnęką. Podstawki o rozmiarach 25–34 × 5–6 μm, 4-zarodnikowe ze sprzążką. W hymenium brak cystyd. Strzępki skórki cylindryczne, o szerokości 2,5–6 μm z rozproszonymi półwrzecionowatymi segmentami o rozmiarach 20–50 × 3–9 μm. Strzępek pod skórką nie sposób odróżnić od strzępek tramy. Są cylindryczne, o rozmiarach 19–50 × 3–12 μm. Nie zawierają pigmentu, lub bardzo blady wewnątrz strzępek. Sprzążki występują rzadko, w hymenium praktycznie brak ich na większości sept.

## Występowanie i siedlisko
Opisano występowanie gąski białawej w Ameryce Północnej, Europie oraz w Korei. W Europie jest szeroko rozprzestrzeniona; występuje od Hiszpanii po Islandię i północne krańce Półwyspu Skandynawskiego (69° szerokości geograficznej). W polskim piśmiennictwie naukowym opisano wiele jej stanowisk na obszarze całego kraju.
Pojawia się od sierpnia do listopada, na ziemi w liściastych i mieszanych, przede wszystkim pod brzozą brodawkowatą i dębami. Owocniki występują zazwyczaj w grupkach.

## Znaczenie
Naziemny grzyb mikoryzowy. Jest niejadalny.

## Gatunki podobne
Jest w Polsce kilka gatunków gąsek o białawych kapeluszach:
- gąska jasna (Tricholoma stiparophyllum). Jest większa i ma gęste blaszki (liczba blaszek kompletnych 60-120)
- gąska śmierdząca (Tricholoma lascivum) ma bardziej szarożółtawy odcień kapelusza, wyraźnie większe zarodniki i występuje głównie pod bukami[4]
- gąska karbowana (Tricholoma acerbum). Ma karbowany kapelusz
- jadalna gąska gołębia (Tricholoma columbetta), która nie ma nieprzyjemnego smaku ani zapachu, kapelusz w wilgotnych warunkach jest lepki, blaszki są rzadkie[6],
- trująca gąska nieprzyjemna (Tricholoma inamoenum). Ma nieprzyjemny zapach gazu świetlnego i rośnie w lasach iglastych[5],